# Rudolf Schmidt (Oberst)
Rudolf Schmidt (* 28. Juni 1832 in Basel; † 27. Juli 1898) war ein Schweizer Oberst, Direktor der Eidgenössischen Waffenfabrik und Erfinder des Schmidt-Rubin-Gewehrsystems, zusammen mit Eduard Rubin.

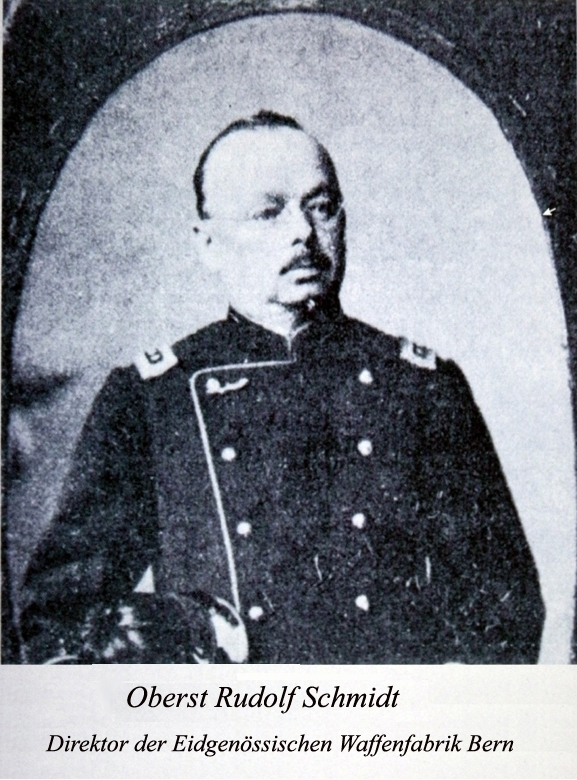
Oberst Rudolph Schmidt, ca. 1885

## Leben
Er besuchte in Basel die Gemeindeschule und das Realgymnasium, anschliessend zwei Jahre ein Collège in Rolle, Kt. Waadt, um Französisch zu lernen. 1847 trat er eine Lehrstelle in einer Basler Kolonialwarenhandlung an, die er 1851 erfolgreich abschloss. Schmidt verbrachte danach einige unglückliche Jahre in der Textilindustrie und war von verschiedenen persönlichen Schicksalsschlägen betroffen. Mit der Zeit wandte er sich der Waffentechnik, Ballistik und dem Schützenwesen zu. 1864 wurde er nach entsprechender Ausbildung zum „eidgenössischen Waffenkontrolleur erster Klasse“ ernannt und übernahm in Neuhausen am Rheinfall bei der SIG die Ueberwachung der Waffenproduktion. Nach Schmidts Vorschlägen erfolgte 1871 in Bern die Eröffnung einer Eidgenössischen Montierwerkstätte, hier wurden die aus der Privatindustrie angelieferten Einzelteile zu Waffen montiert. Schmidt wollte weiter und schlug dem Bundesrat eine Eidgenössische Waffenfabrik vor, die am 24. April 1875 bewilligt wurde. So entstand aus der Montierwerkstätte die Eidgenössische Waffenfabrik in Bern.
Ab 1871 entwickelte Schmidt aus dem belgischen Chamelot-Delvigne-Armeerevolver Modell 1871 den Ordonnanzrevolver 1872 im Kaliber 10,4 mm, der bei Pirlot Frères in Lüttich, Belgien hergestellt und in der Eidgenössischen Montierwerkstätte in Bern montiert wurde. Auch der Ordonnanzrevolver 1882 im Kaliber 7,5 mm war eine Entwicklung von Rudolf Schmidt.
Später entwickelte Schmidt mit Eduard Rubin ein neues kleinkalibriges Infanterie-Repetiergewehr im Kaliber 7,5 mm für die von Rubin entwickelte 7,5-mm-GP90-Patrone. Das hervorstechendste Merkmal dieses Gewehrtyps ist der Geradezugverschluss, der ähnlich dem System Mannlicher das Nachladen mit einer zwar kräftigen, aber schnellen Zug-Stoss-Bewegung ermöglicht. Der Prototyp wurde 1885 dem Militärdepartement zur Erprobung vorlegt und als Infanteriegewehr Modell 1889 (7,5 × 53,5 mm) eingeführt. Von dieser Waffe wurden bis 1894 175'000 Stück hergestellt. In diesem Jahr musste Schmidt von seiner Stellung als Direktor der Waffenfabrik zurücktreten. Grund war sein Widerstand gegen die neue Organisation der Mitarbeiterschaft. Eine Untersuchung konnte ihm aber keine Fehler nachweisen. Aus seinem Infanteriegewehr entwickelte sich die ganze Waffenfamilie „Schmidt-Rubin“, die erst 1957 durch das Sturmgewehr 57 ersetzt wurde.
Schmidt war auch Autor diverser Schriften zur Waffenentwicklung, sein bedeutendstes Werk ist das 1875 erschienene «Die Handfeuerwaffen, ihre Entstehung und technisch-historische Entwicklung bis zur Gegenwart».